# Іван Юрійович Глібович
Іван Юрійович Глібович (1480—1549) — шляхтич, військовий, державний діяч ВКЛ. Великий канцлер литовський, воєвода віленський, від 1528 р. — вітебський воєвода, писар великий литовський (з 1530 р.). Син смоленського воєводи Юрія Глібовича, матір не відома. В лютому 1536 гетьман Андрій Немирович зробив разом з ним невдалу спробу відібрати Себеж у московитів. 
Був 3-чі одружений, третя дружина — княжна Анна Заславська, донька князя Федора Івановича; 
Діти:
- Іван (Ян) (бл. 1544—1590) — воєвода троцький
- Анна Ельжбета (д/н— після 1590), дружина 1) Андрія Одинцевича, старости оршанського; 2) Михайла-Ієроніма Воловича, старости слонімського; 3) Станіслава Нарбута, воєводи мстиславського
- Барбара, дружина Зигмунта Вольського, каштеляна черського
- Дорота, дружина Миколая Рея, сина польського письменника Миколая Рея[14].

Після смерті Івана Юрійовича його вдова Анна вона вийшла заміж за Єроніма (Яроша) Сенявського, що позбавило її прав на литовські маєтки; померла 1571 року.